# Gonioctena norvegica
Gonioctena norvegica är en skalbaggsart som först beskrevs av Embrik Strand 1936.  Gonioctena norvegica ingår i släktet Gonioctena, och familjen bladbaggar. Enligt den finländska rödlistan är arten nära hotad i Finland. Arten är reproducerande i Sverige. Artens livsmiljö är fjällbjörkskogar.